# 虚竹
虛竹，金庸武俠小說《天龍八部》中的男主角之一。性格木訥老實、相貌普通醜陋、濃眉大眼、鼻孔上翻、雙耳招風、嘴唇甚厚、不善詞令。初登場是少林派弟子，因緣際會破了珍瓏棋局，被無崖子強行將少林內功廢掉，再將70年內力打進體內，成為逍遙派掌門。後來得到天山童姥傳授天山六陽掌、天山折梅手，成為靈鷲宮尊主，卻也因此被逐出少林。少室山一戰，得知自己是少林派方丈玄慈、四大惡人之一葉二娘之私生子。西夏銀川公主招駙馬時與在冰窖交歡的「夢姑」相認，成為西夏開國皇帝李元昊之孫女婿、西夏皇太妃李秋水的師侄兼孫女婿。少林派慧輪、逍遙派掌門無崖子徒弟，少林派玄字輩僧人的師姪孫，少林派慧字輩僧人、天山童姥的師姪，蘇星河、丁春秋的師弟，「函谷八友」的師叔，結拜兄弟是蕭峰、段譽，後收擺「三十六洞、七十二島」的武林異士。是金庸小說中武功絕頂高手之一，對應八部之中的「夜叉」，不過另有看法是摩呼羅伽，也代表的是菩薩，用以渡化逍遙派那無數聰明又愚昧的眾生。

## 生平
自幼出家為少林寺小僧，二十二歲起始習武，二十四歲時因跟隨師父發放名帖下山。
誤打誤撞之下，與一眾少林高僧一起被星宿派所擄。
後來因為救四大惡人之首「惡貫滿盈」段延慶一命，得到段延慶以傳音入密的內功指點，無意間破解逍遙派「聾啞老人」蘇星河的珍瓏棋局（蘇星河師父無崖子所擺下的），逍遙派掌門人無崖子遂強行收其為徒，化去其少林內功，把七十年逍遙派北冥神功功力傳於虛竹，並傳授逍遙派第三代掌門之位。
後來又無意間救了天山缥缈峰靈鷲宮尊主兼師伯天山童姥一命，為了逃避天山童姥的死對頭師妹李秋水（虛竹的師叔）的追殺，他倆決定逃到西夏，並躲藏在李秋水的大本營西夏皇宮內的冰窖中。在去西夏途中，童姥亦把天山折梅手傳給虛竹。
躲藏期間童姥不斷毆打使計折磨，逼虛竹學逍遙派武功和強逼其正式加入逍遙派和承認自己是逍遙派掌門，要求其與少林脱離關係。首先童姥硬逼虛竹破了葷戒，但要他自願破戒卻始終未成，索性便在暗夜時分，將一名一絲不掛的妙齡女子夢姑放在虛竹身旁，而虛竹終於破了淫戒，為對付李秋水便打算一併把「天山六陽掌」教給他，不料虛竹不肯助其殺人，堅不肯學，甚至起意離開，為此，童姥用謀在虛竹身上種落「生死符」，再教他破解之道並解開生死符，又把「天山六陽掌」的功夫傾囊相授，因而在李秋水追入冰庫要殺童姥時，虛竹無意間就使出了第二招「陽春白雪」、第七招「陽關三疊」以及「陽歌天鈞」三招接下李秋水的攻擊，而童姥在與李秋水互比內力時，虛竹被夾於兩人中間，因此兩人的內力皆囤積於虛竹體內，而虛竹身上則有逍遙派三大高手二百餘年的深厚內力。同時亦獲童姥傳授基本醫術，後更習得靈鷲宮醫書上的醫術，在此前習得師兄蘇星河的救人的醫道，成為一個醫術高明的高手。
最後虛竹得到童姥、李秋水及無涯子三人深厚的內功，天山童姥亦傳其為靈鷲宮尊主，又在宮內和大遼南院大王「北喬峰」蕭峰、大理皇子段譽結拜為兄弟。
處理完靈鷲宮大小事務後，虛竹決定回少林寺，遇上吐蕃大輪寺鳩摩智明王前來挑戰少林眾僧，虛竹挺身而出，鳩摩智先使「般若掌」，被虛竹當即以逍遙派的「天山六陽掌」和一招「韋陀掌」中的「山門護法」將他掌力化去，鳩摩智袖里乾坤「托缽掌」擊向對方，虚竹閃避，鳩摩智早料到他閃避的方位，鳩摩智再出「大金剛拳」轟中虛竹肩頭，哪知虛竹有「北冥真氣」護體，鳩摩智先後使出「如影隨形腿」、「多羅指法」、「燃木刀法」、「大智無定指」、「去煩惱指」、「寂滅爪」和「因陀羅爪」，接連使出六七門少林神功，虛竹無從招架，連「韋陀掌」也使不上了。虛竹卻只用一門「羅漢拳」中的「黑虎偷心」，來來去去便只一招，但這招「黑虎偷心」中所含的勁力卻竟不斷增強。數百招激戰間，鳩摩智使出「龍爪功」拿下虛竹，卻反被虛竹用逍遙派的「天山折梅手」反拿己腕。鳩摩智用右手不斷出「火燄刀」擊向，虚竹揮「天山六陽掌」化解。鳩摩智突發勁使匕首，連「天山折梅手」也抓不實，因而刺中虚竹。而靈鷲宮梅兰菊竹四剑突現身阻止。虛竹憑藉一身逍遙派武功，久鬥後擊退鳩摩智，拯救了少林之名譽，但因暴露私自偷學別派武功仍被逐出少林，改名「虛竹子」。
在少室山武林大會中，蕭峰遭受姑蘇慕容氏家主慕容復、星宿派創派師祖「星宿老怪」丁春秋和丐幫幫主莊聚賢圍攻的時候，虛竹引走「星宿老怪」丁春秋，使開「天山折梅手」和「天山六陽掌」，與武功遠遜於己的丁春秋展開激烈交戰，由于虚竹臨敵經驗完全欠乏，兩人鬥得勢均力敵，難分難解。久鬥後，虛竹以烈酒化成的「生死符」降服丁春秋，而後把丁春秋送入少林寺戒律院感化；星宿派則改投靈鷲宮門下，報了弒師（無崖子）之仇。
後來，西夏國王招納駙馬，虛竹原本只打算陪同義弟段譽應徵，卻發現原來西夏「銀川公主」李清露竟就是在冰窖中曾與他有過肌膚之親的妙齡女子夢姑，二人終成眷屬。
而後為了拯救義兄蕭峰免於牢獄之災，率領靈鷲宮部眾與義弟段譽一行人遠赴大遼。
救出蕭峰後，蕭峰將丐幫神功降龍十八掌、打狗棒法傳給虛竹，托付他能傳承給在丐幫選出的下任幫主。
蕭峰自盡後，與一行人返回靈鷲宮。

## 性格
天真、善良、迂腐、戇直，自幼深受少林高僧薰陶，恪守佛家一切清規戒律，因此本性溫馴，並且常為他人設想，但卻堅守原則，所有違背其理念的行為均會拒絕。
即使後來被天山童姥誘騙而盡破佛家三戒，仍不改其本性。
婚前深深的愛著神秘的夢姑，發現她的身份既是西夏「銀川公主」李清露後，和她成婚以及對妻子感情專一。

## 身世
天龍八部「結拜三兄弟」的身世均十分離奇，其中虛竹即為少林方丈玄慈及四大惡人中的「無惡不作」葉二娘的兒子。
自幼被蕭峰之父蕭遠山奪去，偷偷放回少林寺的菜圃，讓少林高僧以為他是一名棄嬰。
於武林大會上，被蕭遠山當眾揭開身世，但是玄慈方丈先處自己二百杖之刑，再自絕經脈，母親葉二娘也用匕首自盡，真正的成了孤兒。

## 武功
虛竹原本為少林派弟子，學以「羅漢拳」和「韋陀掌」以防身。
然而在意外破解了無崖子所設的「珍瓏」棋局後，承得無崖子七十年深厚的內力，而其中也含有無崖子本身所學的「北冥神功」以及「小無相功」。
而後虛竹為天山童姥所傳，習得了「逍遙派」兩大絕學「天山折梅手」以及「天山六陽掌」，另外也習得了天山童姥令人聞風喪膽的絕招「生死符」，是以中符後身體會百般難受，需得以「天山六陽掌」化解。而天山童姥在與李秋水互比內力時，虛竹被夾於兩人中間，因此兩人的內力皆囤積於虛竹體內，而虛竹身上則有逍遙派三大高手深厚的內力。但他性情仁慈，加上临敌经验欠乏，导致不少高深武学杀招无法完美发挥。
在世紀新修版中，蕭峰自知無法返回大宋，因而將「降龍十八掌」、「打狗棒法」傳給虛竹，希望他代為傳授給丐幫新任幫主；蕭峰將「降龍二十八掌」化繁為簡，成為日後出名的「降龍十八掌」。
北冥神功
北冥神功系引他人之內力為己用，是一門注重修積內力的功夫。帛卷上有云：「本派武功，以積蓄內力為第一要義。內力既厚，天下武功無不為我所用，猶之北冥，大舟小舟無不載，大魚小魚無不容。是故內力為本，招數為末。以下諸圖，務須用心修習。」虛竹曾受無崖子傳得七十餘年北冥神功，並且曾由天山童姥指點運勁法門，由於無崖子並未傳授修煉法門，故此虛竹僅身具北冥真氣而不能像段譽、無崖子等可主動吸納他人內力，但因為他身負「北冥神功」每一處穴道都可以通過被動方式吸取。
小無相功
此功原為逍遙子傳與李秋水的“防身神功”，威力強大，李秋水曾依靠小無相功數度于童姥手下保住性命。在新修版中，文中旁白只道其為“仅为道家高深内功之初阶”，但對於鳩摩智而言卻“便觉踏入了武学中另一崭新天地”在《天龍八部》中實為一門威力極高的道家武功。（關於小無相功，常為讀者誤認為其獨特處在於模仿其他武功，這委實是一種誤解，文中鳩摩智亦可使用“火焰刀”絕技施展少林寺“七十二絕技”,因此模擬運使其他武功為高深內功亦所具備。小無相功特性當為：一，具備保命特性，原文參考:「那“小无相功”师父只传李秋水一人，是她的防身神功，威力极强，当年童姥数次加害，李秋水皆靠“小无相功”保住性命」；二，對於修煉高深武功具有促進作用，原文參考:「原来虚竹背诵歌诀之时，在许多难关上都迅速通过，倒背时尤其流畅，童姥猛地里想起，那定是修习了“小无相功”之故。」）
天山折梅手
共包括三路掌法，三路擒拿法，一共六路武功，掌法和擒拿手之中，含蘊有劍法、刀法、鞭法、槍法、抓法、斧法等等諸般兵刃的絕招，變化繁多，天下任何招數武功，都能自行化在這六路折梅手之中，為逍遙派最強絕技之一。
天山六陽掌
共分九式，每招名稱中均帶一「陽」字，實際陰陽交融，六九在中國為陰陽兩極之數字，故名「六陽掌」，輕靈飄逸，閒雅清雋，招招兇險，攻敵要害，此掌法威力極大，打入敵要害即可使其真氣失控致死，且與「生死符」相互克制，可用此掌化解體內的「生死符」，為逍遙派最強絕技之一。
生死符
金庸武學暗器之一，為逍遙派靈鷲宮天山童姥所使用的一種暗器，被植入者曾經說過，中此招者「求生不能，求死不能」，而會受制於他人。生死符威力極強，如果被植入而未取出來，則必須定期服用「鎮癢丸」，否則麻癢難當，天龍八部小說裡中了生死符的人有三十六洞主、七十二島主、虛竹(在冰窖內被植入)、丁春秋(在少室山被虛竹植入)。發作之時，一日比一日厲害，其癢劇痛約81日後會逐步散退，但在81日後又會再增加。生死符算是武林中第一等的暗器，利用酒或水等液體逆運真氣，將剛陽之氣轉為陰柔，使掌心中發出來的真氣冷於寒冰數倍，手中液體自然凝結成薄薄的圓冰。生死符除了搭配天山六陽掌加上靈鷲宮醫典以便掌握到陰、陽、虛、實才可以化解體內的生死符外，沒有其他辦法可以取出。為天下第一等暗器。
羅漢拳
少林寺入門武功之一，是拜師後所學的第一門武功。
韋陀掌
少林寺入門武功之一，是拜師後所學的第二門武功。
降龍十八掌
丐幫兩大鎮幫絕技之一，招式脫胎至易經，並對應天上二十八星宿，是蕭峰繼承幫主後從師父汪劍通處習得，因為後十招過於繁瑣，經虛竹和蕭峰刪除重整後刪為十八掌，並在蕭峰死後由虛竹代傳給下任幫主。
打狗棒法
丐幫鎮幫之寶，是丐幫主代代相傳的武功，輕動靈便，變化精微，招術奇妙，共有絆、劈、纏、戳、挑、引、封、轉八訣，棒影飛舞，神龍夭矯，如流星趕月。
數百年來，丐幫逢到危難關頭，幫主親自出馬，往往便仗這打狗棒法除奸殺敵，震懾群邪。在蕭峰死後由虛竹代傳給下任幫主。

## 影視形象

### 劇集
- 黃日華：香港無綫電視《天龍八部》（1982年）
- 樊少皇：香港無線電視《天龍八部》（1997年）
- 高虎：江蘇省廣播電視總台、九洲音像出版公司聯合出品《天龍八部》（2003年）
- 韓棟：中國大陸華策影視、東陽大千影視聯合出品《天龍八部》（2013年）
- 張天陽：中國大陸新麗傳媒《新天龍八部》（2021年）

### 電影
- 黃日華：《新天龍八部》（1982年），新世紀電影公司
- 林文龍：《新天龍八部之天山童姥》（1994年），永盛電影公司
- 趙華為：《天龍八部之喬峰傳》（2023年），邵氏公司